# Haemaphysalis sumatraensis
Haemaphysalis sumatraensis är en fästingart som beskrevs av Hoogstraal, El Kammah, Kadarsan och Anastos 1971. Haemaphysalis sumatraensis ingår i släktet Haemaphysalis och familjen hårda fästingar. Inga underarter finns listade i Catalogue of Life.